# Oporów (Powiat Kutnowski)
Oporów ist ein Dorf und Sitz der gleichnamigen Gemeinde im Powiat Kutnowski der Woiwodschaft Łódź, Polen.

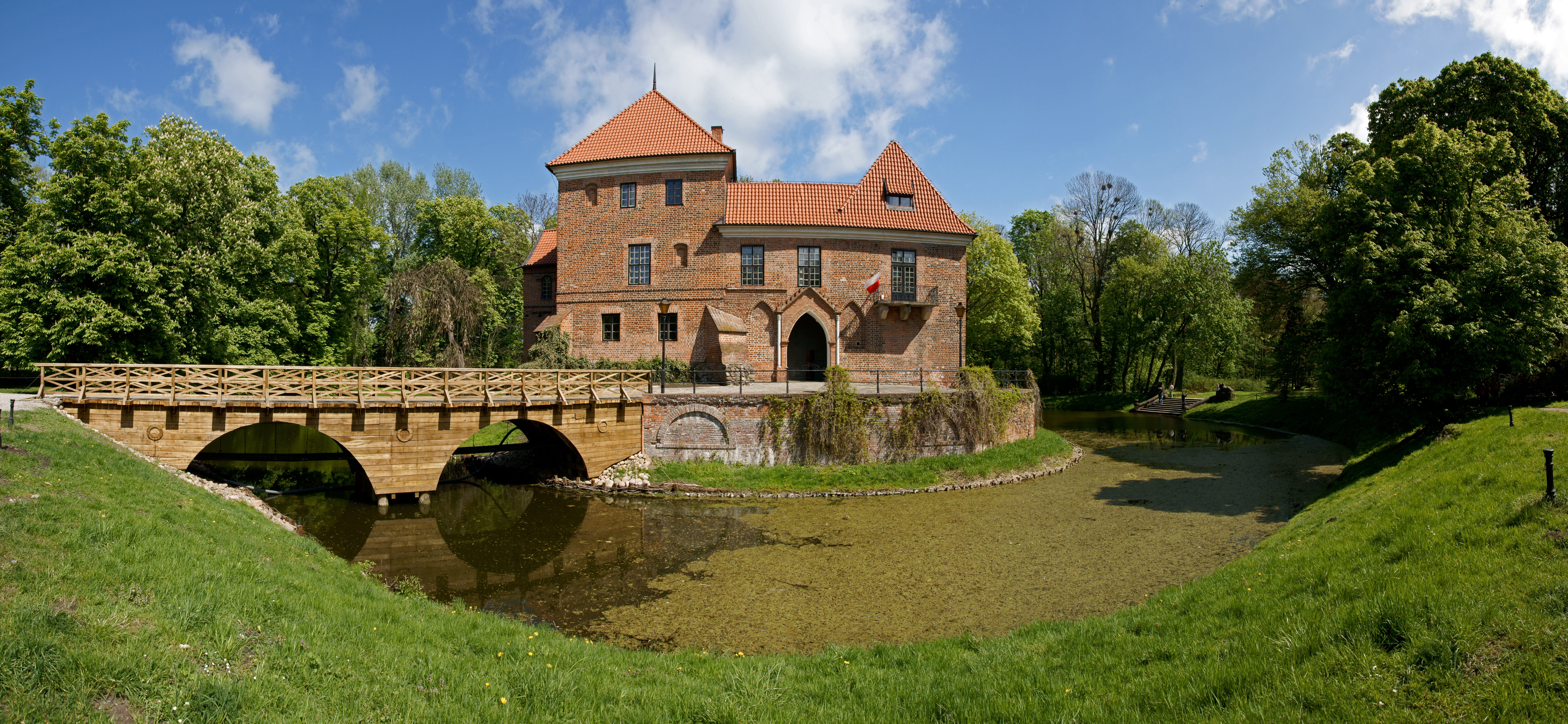
Schloss Oporów

## Geschichte
Die Ortschaft gehörte politisch von 1940 bis 1945 zum Landkreis Kutno im Reichsgau Wartheland.

## Sehenswürdigkeiten
Schloss Oporów im Stil der Backsteingotik.

## Gemeinde
Zur Landgemeinde (gmina wiejska) Oporów gehören 24 Ortsteile mit einem Schulzenamt (sołectwo):
Golędzkie
Janów
Jastrzębia
Jaworzyna
Jurków Drugi
Jurków Pierwszy
Kamienna
Kurów-Parcel
Kurów-Wieś
Mnich-Ośrodek
Mnich-Południe
Oporów
Oporów-Kolonia
Pobórz
Podgajew
Samogoszcz
Skórzewa
Skarżyn
Stanisławów
Szczyt
Świechów
Wola Owsiana
Wola Prosperowa
Wólka-Lizigódź
Eine weitere Ortschaft der Gemeinde ohne Schulzenamt ist Mnich.